# Длиннохвостый хомячок
Длиннохвостый хомячок (Cricetulus longicaudatus) — грызун из рода серых хомячков. Встречается в Китае, Казахстане, Монголии и России.

## Описание
У длиннохвостого хомячка длина головы и тела составляет от 85 до 135 мм, а длина хвоста составляет по крайней мере треть этой длины. Он весит от 15 до 50 г. Шерсть на верхней стороне тела либо бледного песочно-коричневого цвета, либо темного серо-коричневого. Нижняя сторона тела серовато-белая, отдельные волоски с темным основанием, сероватыми стержнями и белыми кончиками. По бокам туловища есть резкая разделительная линия, разделяющая спинную и брюшную окраски. Уши темные, со светлым ободком, а верхние поверхности лап белые. Хвост тонкий, темный сверху и белый снизу.

## Распространение
Ареал этого хомячка охватывает северный и центральный Китай, западную и центральную Монголию, Казахстан, Тыва и Забайкальский край России. В Монголии его ареал простирается на восток до долготы около 104°, и было обнаружено, что он водится в заповеднике Их нартын чулуу в аймаке Дорноговь в Монголии. Населяет засушливые районы с кустарниковыми склонами, сухие леса, каменистые степи, а также предгорья и южные склоны гор до высоты около 1900 м. Он особенно часто встречается в предгорной полупустыне, типе пустынных лугов со смешанными кустарниками и суккулентными растениями или саванне с разбросанными ксерофитными деревьями.

## Поведение
Длиннохвостый хомячок ведет ночной образ жизни. Питается семенами и насекомыми. Он строит неглубокие туннели и норы под валунами, создавая камеры для хранения, где хранятся излишки пищи для зимнего использования. Иногда используются заброшенные норы других животных и создаются боковые ходы, ведущие к выстланным травой гнездовым камерам. Размножение начинается в марте или апреле и за лето самка приносит два или более помета, в которых до девяти детенышей.

## Охранный статус
Длиннохвостый хомячок имеет широкий ареал и большую общую популяцию. Хотя его среда обитания может все больше пострадать от засух в ближайшие годы, и может возникнуть повышенное давление на среду обитания из-за выпаса скота, это вряд ли окажет на данный вид значительное неблагоприятное воздействие, и никаких конкретных угроз для этого вида выявлено не было. Поэтому Международный союз охраны природы оценил охранный статус хомяка как «вызывающий наименьшее беспокойство».